# جوناثان ألتر
جوناثان ألتر (بالإنجليزية: Jonathan Alter)‏ هو مدون وكاتب العمود وصحفي أمريكي، ولد في 6 أكتوبر 1957.

## وصلات خارجية
- جوناثان ألتر على موقع إن إن دي بي (الإنجليزية)